# 21st Century Fox
Twenty-First Century Fox Inc. (stylizováno jako 21st Century Fox, běžně uváděno jako Fox) byl americký nadnárodní mediální konglomerát se sídlem v New Yorku. Podle výnosů se po Comcastu, The Walt Disney Company a Time Warneru jednalo o čtvrtou největší mediální společnost na světě. Firma vznikla v roce 2013 rozdělením společnosti News Corporation Ruperta Murdocha, ze které se vydělila nová firma News Corp věnující se především vydavatelské činnosti, zatímco zbytek původní společnosti se přetransformoval do podoby 21st Century Fox. Zanikla v roce 2019.
Součástí 21st Century Fox byla společnost Fox Entertainment Group, do níž patřila také televize Fox Broadcasting Company a filmové studio 20th Century Fox.
V prosinci 2017 bylo oznámeno, že většinu aktivit společnosti 21st Century Fox odkoupí za 52,4 miliardy dolarů The Walt Disney Company. Některých částí 21st Century Fox se tento obchod netýkal; ty ještě byly před uskutečněním akvizice vyčleněny do samostatné společnosti Fox Corporation. Týkalo se to především některých televizních stanic (Fox Broadcasting Company, Fox Sports, Fox News, Fox Television Stations) a filmových ateliérů v Century City v Los Angeles (ty zůstaly v majetku rodiny Murdochových a byly pronajaty Disneymu). V červnu 2018 byla oznámena protinabídka na odkoupení společnosti, a to 65 miliard dolarů, které nabídla firma Comcast. O několik dní později reagoval Disney zvýšením své nabídky na 71,3 miliard dolarů. Prodej 21st Century Fox do rukou The Walt Disney Company za nabízenou částku byl podepsán 27. července 2018, k dokončení celého procesu došlo 20. března 2019, kdy společnost 21st Century Fox zanikla.